# 강서 조씨
강서 조씨(江西趙氏)는 남포시 강서구역을 본관으로 하는 한국의 성씨이다. 시조는 고려에서 낭장동정(郎將同正)을 지낸 조공준(趙公俊)이다.

## 참고 자료
- “강서조씨(江西趙氏)”. 뿌리를 찾아서.[깨진 링크(과거 내용 찾기)]